# 貸切バス

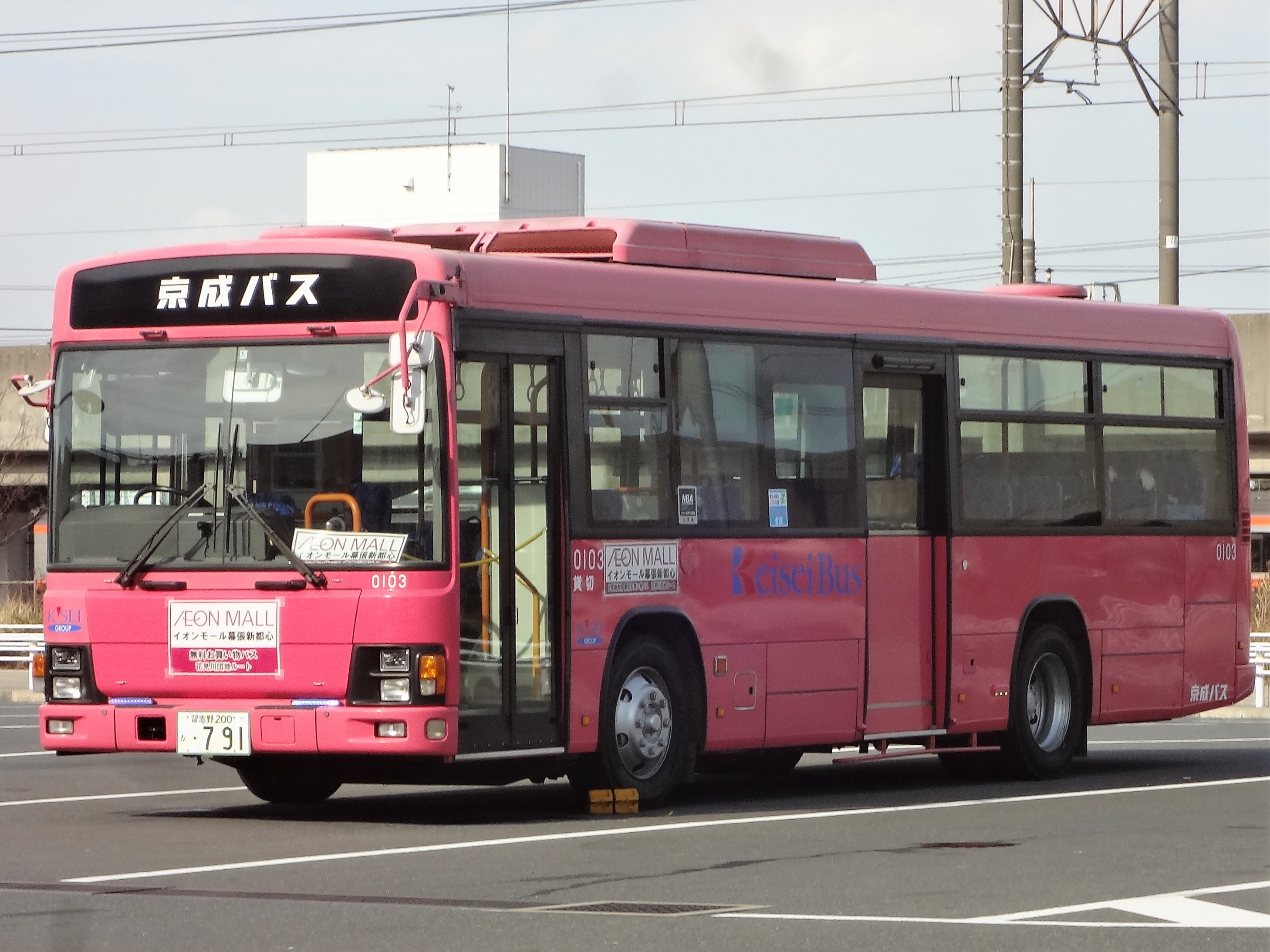
乗降口に「貸切」と記されている買い物バスの例（京成バス）

貸切バス（かしきりバス）は、道路運送法（昭和26年法律第183号）第3条で規定される旅客自動車運送事業（バス事業）の類型の一つで、同法第3条第1項ロに規定される、一個の契約により国土交通省令で定める乗車定員以上の自動車を貸し切って旅客を運送する一般旅客自動車運送事業の一種である「一般貸切旅客自動車運送事業」の通称。
本項目では特に示さない限り日本の道路運送法に基づく一般貸切旅客自動車運送事業について記す。なお、日本国外でパッケージツアーの主催者などがバスを貸し切って運行する事業については観光バスの項目を参考とされたい。

## 概要
道路運送法第3条では旅客自動車運送事業（他人の需要に応じ、有償で、自動車を使用して旅客を運送する事業）を「一般旅客自動車運送事業」と「特定旅客自動車運送事業」に分類しており、この中の「一般旅客自動車運送事業」のうち、乗合旅客を運送する「一般乗合旅客自動車運送事業」（路線バス）と並立する類型として整理されている。タクシー・ハイヤー事業は貸切バス共々「一個の契約により自動車を貸し切って旅客を運送する一般旅客自動車運送事業」と定義されているが、道路交通法第3条第1号ロ及び道路交通法施行規則（昭和26年運輸省令第75号）第3条の2の規定により、乗車定員11人以上の自動車を貸し切るものを「一般貸切旅客自動車運送事業」（貸切バス）、11人未満の自動車を貸し切るものを「一般乗用旅客自動車運送事業」（タクシー・ハイヤー）と定義づけている。
本来、旅客輸送は請負によって契約（運送契約）が成立しているが、日本においてバス会社などが特に「契約輸送」等と呼ぶ場合、路線バスとは異なる、車両を占有して使用する契約を結んで運行する方式のことを示している。
一般的に、バスの所有、管理、運転には費用がかかるため、企業等の団体ではバス会社から車両と資格を保有する運転士を数時間、1日、2日あるいは長期的に借りる契約をする。例えば、学校法人からの依頼によって運行するスクールバス、企業からの依頼によって運行する送迎バス、旅行会社からの依頼によって運行する観光バスなどがある。
貸切バス事業者は完全に独立した事業である場合もあれば、公共交通事業者そのもの、あるいはその子会社として、別の車両を保有するか、余剰になっているバス、長距離バス、または多目的長距離バスを使用する場合がある。多くの民間タクシー会社も、グループ運賃に対応するためにマイクロバス車両を運行する。
企業、プライベートグループ、および社交クラブは、グループ会議やイベント、またはサマーキャンプなどの組織的なレクリエーション活動などにグループを輸送する費用効果の高い方法としてバスまたはコーチを利用する場合があり、学校では、子供たちの送迎のためにスクールバスを運行したり、コンベンション、展示会、遠足への移動にも利用している。
民間企業は、ホテル、遊園地、大学のキャンパス、または民間の空港送迎サービスなど、顧客や常連客の輸送のために、民間のシャトルバスサービスを契約することがある。このシャトルバスは、場所間の移動、または駐車場と会場との間の移動に用いられる。娯楽会社やイベント会社は、お祭りや会議などのイベントでの輸送のために一時的なシャトルバスを雇うこともある。豪華な仕様のバスは、多くの場合、役員またはVIP輸送のために企業によってチャーターされる。
貸切バスは観光のほか、宣伝・広告にも使用される。パーティーバスは、リムジンのレンタルと同様の方法で、社交イベントへの豪華な専用交通機関として、またはツアー体験として利用される。スリーパーバスは、娯楽施設間をツアーし、移動式の休憩施設やレクリエーション施設を必要とするバンドやその他の組織によって使用される。一部のカップル等には、伝統的な車の代わりに、結婚式の輸送のために保存されたバスを利用する。バスはしばしばパレードや行列のために利用され、多くの場合、オープントップバスで故郷や都市をツアーする勝利のスポーツチームのために用意される。スポーツチームは、チームバス、アウェイゲーム、競技会、または最終イベントへの移動に利用する。これらのバスは、多くの場合、チームの色と一致するカラーリングで特別に装飾されている。
日本におけるCOVID-19ワクチン接種に貸切バスを用いる場合、接種会場へのシャトル輸送はもちろんであるが、バス自体を接種会場や休憩場所として利用することもある。
学校の修学旅行や遠足などの行事、社員旅行など、団体で貸し切っての運行が多く、拾い集めることはあっても乗客は固まって行動し、客扱いは一団となって行われる。停留所があるわけでもないので、乗り降りは路線バスに比べると少ない回数となる。また、団体の中に添乗員と呼ばれる世話人なり幹事がいる場合、情報伝達はその世話人などを通して行うので簡単に行える。乗客が均質なことが多く、トラブルの発生は少ない。

## 運営

### 事業
日本の貸切バス事業は従来は免許制で、多くは路線バス事業も展開している日本国有鉄道（現JRバス）、私鉄系・大手専業系バス会社が貸切バス事業も行っていたが、2000年に道路運送法が改正され、規制緩和によりバス事業自体が免許制から許可制に変わり、貸切バスを中心に異業種や中小の新規事業者の参入が相次ぎ、2012年には4,536社（1999年の2,336社から194%増）まで増加した。同時に既存のバス会社でも主として経営効率化の見地から、貸切バス事業を含むバス事業の分社化や統廃合などの業界再編が盛んに行われている。
2000年代中頃からは、インバウンド需要の高まりを受け、訪日外国人旅行客の輸送を専門とする事業者の新規開設が相次いだ。このような事業者の中には、免税店や、外国資本の企業を母体とする事業者も見られる。その後は在日外国人経営企業によるバス事業参入も増加傾向にある。

### 安全対策
規制緩和の結果として競争が激化し、事業者の経営が不安定となり、乗務員は少ない人員による長時間勤務を強いられ、過労や賃金の低下など労働条件の悪化が指摘されている。
2007年には吹田スキーバス事故が発生した。同年2月21日の毎日新聞によると、労働基準法などに違反するとして、2005年に行政指導を受けたバス会社が全国で85社に上ると報じられた。これは法改正された2000年の20社に比べて4倍以上に増加したことになる（ただし規制緩和により小規模の貸切バス事業者が多数参入したため母数自体が増えている）。
日本バス協会では吹田スキーバス事故を契機として、2011年（平成23年）より「貸切バス事業者安全性評価認定制度」を開始した。申請は貸切バスを3年以上営業している事業者の任意で、安全性に対する取り組み状況を協会が審査し、評価された事業者名を公表する。評価レベルは1～3の星の数で示され、星付きの認定シールをバス車体に貼ることができる。
また国土交通省は、2012年の関越自動車道高速バス居眠り運転事故発生を受けて、翌2013年に「高速・貸切バスの安全・安心回復プラン」を策定し、事業者に対して安全を確保するための基準強化を行い、従来の「高速乗合バス」と「高速ツアーバス」を統合した「新高速乗合バス」を制定し、制度を厳格化した。これによって貸切バス事業者数は減少に転じ、2019年時点で4,004社となった。
国土交通省ネガティブ情報等検索サイトでは、過去の3年間に行政処分を受けた貸切バス事業者を検索できるほか、各地方運輸局の公式サイトでも行政処分情報を公表している。
また、貸切バス手配の際に介在する「ランドオペレーター」についても、総務省は「貸切バス等の安全確保対策に関する行政評価・監視」の中間公表において、「ランドオペレーターに対する法規制の仕組みの構築」の必要性を検討している。

### 運賃・料金
貸切（観光）バス会社は、時間・距離に応じて運賃の上限・下限を定めて各運輸局に届け出ている。従って運賃は自由に決められるものではなく、上限運賃を上回ったり、下限運賃を下回ることは道路運送法違反であり、違反した場合、行政処分もある。また、貸切バスを配車できる事業者は出発地・到着地いずれかに営業区域（都道府県単位）を有する事業者でなければならなく、全国どこでも配車できるわけではない。
運賃の計算については以下の通りに定められている。
1. 時間あたり運賃 × [当該貸切バス事業者の1日あたり走行時間（X時間） + 2時間（点呼点検時間）] = 日車時間運賃額（時間制運賃）
2. キロあたり運賃 × [当該貸切バス事業者の1日あたり走行距離（Yキロ）] = 日車キロ運賃額（キロ制運賃）
3. （日車時間運賃額 + 日車キロ運賃額） × 365日 × 実働率 = 年間運賃額

- 時間制運賃 - 実拘束時間に時間賃率を乗じる。出庫・帰庫点検2時間+3時間（3時間未満は3時間として計算される）計5時間は最低保証となり、1時間以内の利用であっても5時間と計算する。1日当たり13時間（拘束時間）を上限とし、2日以上は1日平均9時間を上限とする（待機料金も時間制運賃に計算する）。航走料金として、フェリーによる航走時間も8時間未満のものは時間制運賃の対象とする。
- キロ制運賃 - 走行キロに1kmあたりの運賃額を乗じる。各運輸局管内にて上限額・下限額が決まっている。出庫から帰庫までの回送区間を含んだ距走行距離で、10km未満の場合は10kmとして計算する。

また、以下の項目について、金額を事業者の裁量で設定できることとなっている。
- 深夜早朝運行料金 - 22時から翌5時の間に時間単位で適用する（最大2割増）。
- 交代運転者配置料金 - 長距離・長時間・夜間運行の際に交代運転手を配置した場合に適用する（時間制運賃+キロ制運賃で計算する）。
- 特殊車両割増料金 - 最大5割増となる。

### 乗務の制限
貸切バスの勤務時間は国土交通省の勤務時間等基準告示に定められており、1日の拘束時間は原則13時間以内、運転時間は2日を平均して1日あたり9時間以内でかつ連続運転時間は4時間以内と定められている。貸切バスの高速道路走行を伴う運行では、先の「1日あたりの運転時間9時間」に相当する乗務距離の上限は670kmと定められている。670kmを超えて運行する場合は別の運転者を用意、つまり「2人乗務」としなければならない。これは国土交通省の指針である。